# Walter Montoya
Walter Iván Alexis Montoya (Machagai, Chaco, Argentina; 21 de julio de 1993) es un futbolista argentino, que se desempeña como mediocampista y juega en Godoy Cruz, de la Primera División de Argentina.

## Trayectoria
Comenzó jugando para Unión de Machagai, club de su pueblo natal. A los 13 años jugó un torneo regional en San Jerónimo Norte y Jorge Griffa lo seleccionó para jugar en la Asociación Atlética Jorge Bernado Griffa de la ciudad de Rosario. En 2010, tras varios años de competir en las categorías juveniles de la Asociación Rosarina de Fútbol, pasó a Rosario Central.
Fue por primera vez al banco de suplentes del primer equipo en un partido por Copa Argentina ante Central Córdoba en 2013. A mediados de ese año su equipo volvió a Primera División por lo que Walter empezó a jugar en Reserva. Central fue campeón y Walter jugó 36 partidos anotando 8 goles.
Tras completar su trayectoria en las inferiores del canalla, tuvo su oportunidad de debutar, esta vez frente a Boca Juniors por la Copa Sudamericana 2014 en un empate por 1-1. Luego, a lo largo del Torneo de Transición 2014 jugó 8 encuentros, la mitad de ellos como titular. Más tarde en 2015 conseguiría jugar 18 partidos en el Campeonato de Primera División 2015 marcando un solo gol, frente a Belgrano de Córdoba. Sin embargo había convertido su primer gol por la Copa Argentina 2014-15, frente a Deportivo Riestra. Terminaría con dos goles el torneo al quedar subcampeones frente a Boca Juniors, tras perder por 2-0.
Ya en 2016, durante el primer semestre, por el Campeonato de Primera División 2016 jugaría 12 partidos, donde no lograría marcar goles pero sí conseguiría dos asistencias. Sin embargo su primer gol en el primer semestre del año sería por Copa Libertadores 2016, frente a Atlético Nacional, marcando un gol de media distancia para quedarse con la victoria por 1-0 en el Gigante de Arroyito. Y en el segundo semestre, participaría en ocho encuentros por el Campeonato de Primera División 2016-17 marcando dos goles. Mientras que por Copa Argentina también marcaría dos goles; uno de ellos frente a Belgrano de Córdoba en las semifinales, que lo llevarían a la final, donde nuevamente el canalla perdería por 4-3 frente a River Plate.
En enero de 2017 ficha por el club español por unos 5 millones de euros hasta junio de 2021. El 2 de marzo debuta saliendo desde el banquillo en un partido de liga contra el Athletic Club. Tras tener poca actividad con el equipo español al disputar solo 7 partidos, el 30 de diciembre de 2017 se hizo oficial su llegada al fútbol mexicano con el conjunto de Cruz Azul.

## Estadísticas

### Clubes
Actualizado hasta su último partido disputado el 18 de junio de 2025.
| Club                            | Div.          | Temporada     | Liga  | Liga  | Liga   | Copas nacionales | Copas nacionales | Copas nacionales | Copas internacionales | Copas internacionales | Copas internacionales | Total | Total | Total  |
| Club                            | Div.          | Temporada     | Part. | Goles | Asist. | Part.            | Goles            | Asist.           | Part.                 | Goles                 | Asist.                | Part. | Goles | Asist. |
| ------------------------------- | ------------- | ------------- | ----- | ----- | ------ | ---------------- | ---------------- | ---------------- | --------------------- | --------------------- | --------------------- | ----- | ----- | ------ |
| C. A. Rosario Central Argentina | 1.ª           | 2014          | 8     | 0     | 0      | —                | —                | —                | 1                     | 0                     | 0                     | 9     | 0     | 0      |
| C. A. Rosario Central Argentina | 1.ª           | 2015          | 18    | 1     | 1      | 6                | 1                | 1                | —                     | —                     | —                     | 24    | 2     | 2      |
| C. A. Rosario Central Argentina | 1.ª           | 2016          | 12    | 0     | 2      | —                | —                | —                | 8                     | 1                     | 1                     | 20    | 1     | 3      |
| C. A. Rosario Central Argentina | 1.ª           | 2016-17       | 8     | 2     | 0      | 6                | 2                | 1                | —                     | —                     | —                     | 14    | 4     | 1      |
| Sevilla F. C. · España          | 1.ª           | 2016-17       | 4     | 0     | 0      | —                | —                | —                | —                     | —                     | —                     | 4     | 0     | 0      |
| Sevilla F. C. · España          | 1.ª           | 2017-18       | 1     | 0     | 0      | —                | —                | —                | 2                     | 0                     | 0                     | 3     | 0     | 0      |
| Sevilla F. C. · España          | Total club    | Total club    | 5     | 0     | 0      | 0                | 0                | 0                | 2                     | 0                     | 0                     | 7     | 0     | 0      |
| C. F. Cruz Azul · México        | 1.ª           | C-2018        | 15    | 1     | 1      | 3                | 0                | 0                | —                     | —                     | —                     | 18    | 1     | 1      |
| C. F. Cruz Azul · México        | 1.ª           | A-2018        | 5     | 0     | 0      | 4                | 0                | 1                | —                     | —                     | —                     | 9     | 0     | 1      |
| Grêmio F-B. P. A. · Brasil      | 1ª            | 2019          | 3     | 0     | 1      | 8                | 2                | 1                | 1                     | 0                     | 0                     | 12    | 2     | 2      |
| Grêmio F-B. P. A. · Brasil      | Total club    | Total club    | 3     | 0     | 1      | 8                | 2                | 1                | 1                     | 0                     | 0                     | 12    | 2     | 2      |
| Racing Club Argentina           | 1.ª           | 2019-20       | 20    | 0     | 3      | 2                | 0                | 2                | —                     | —                     | —                     | 22    | 0     | 5      |
| Racing Club Argentina           | 1.ª           | 2020-21       | —     | —     | —      | 7                | 0                | 1                | 6                     | 0                     | 0                     | 13    | 0     | 1      |
| Racing Club Argentina           | Total club    | Total club    | 20    | 0     | 3      | 9                | 0                | 3                | 6                     | 0                     | 0                     | 35    | 0     | 6      |
| C. F. Cruz Azul · México        | 1.ª           | C-2021        | 14    | 0     | 1      | 1                | 0                | 0                | 6                     | 2                     | 1                     | 21    | 2     | 2      |
| C. F. Cruz Azul · México        | 1.ª           | A-2021        | 15    | 0     | 0      | —                | —                | —                | —                     | —                     | —                     | 15    | 0     | 0      |
| C. F. Cruz Azul · México        | Total club    | Total club    | 49    | 1     | 2      | 8                | 0                | 1                | 6                     | 2                     | 1                     | 63    | 3     | 4      |
| C. A. Rosario Central Argentina | 1.ª           | 2022          | 9     | 0     | 1      | 15               | 1                | 1                | —                     | —                     | —                     | 24    | 1     | 2      |
| C. A. Rosario Central Argentina | 1.ª           | 2023          | 13    | 0     | 1      | 1                | 0                | 0                | —                     | —                     | —                     | 14    | 0     | 1      |
| C. A. Rosario Central Argentina | Total club    | Total club    | 68    | 3     | 5      | 28               | 4                | 3                | 9                     | 1                     | 1                     | 105   | 8     | 9      |
| Central Córdoba (SdE) Argentina | 1.ª           | 2024          | 5     | 0     | 0      | 10               | 0                | 0                | —                     | —                     | —                     | 15    | 0     | 0      |
| Central Córdoba (SdE) Argentina | Total club    | Total club    | 5     | 0     | 0      | 10               | 0                | 0                | 0                     | 0                     | 0                     | 15    | 0     | 0      |
| Defensor Sporting · Uruguay     | 1.ª           | 2024          | 15    | 2     | 0      | 5                | 0                | 0                | —                     | —                     | —                     | 20    | 2     | 0      |
| Defensor Sporting · Uruguay     | 1.ª           | 2025          | 19    | 5     | 2      | —                | —                | —                | 2                     | 0                     | 0                     | 21    | 5     | 2      |
| Defensor Sporting · Uruguay     | Total club    | Total club    | 34    | 7     | 2      | 5                | 0                | 0                | 2                     | 0                     | 0                     | 41    | 7     | 2      |
| C. D. Godoy Cruz Argentina      | 1.ª           | 2025          | 0     | 0     | 0      | —                | —                | —                | —                     | —                     | —                     | 0     | 0     | 0      |
| C. D. Godoy Cruz Argentina      | Total club    | Total club    | 0     | 0     | 0      | 0                | 0                | 0                | 0                     | 0                     | 0                     | 0     | 0     | 0      |
| Total carrera                   | Total carrera | Total carrera | 184   | 11    | 13     | 68               | 6                | 8                | 26                    | 3                     | 2                     | 278   | 20    | 23     |
| 1. 2.                           |               |               |       |       |        |                  |                  |                  |                       |                       |                       |       |       |        |

## Palmarés

### Campeonatos Regionales
| Título            | Club              | Estado             | Año  |
| ----------------- | ----------------- | ------------------ | ---- |
| Recopa Gaúcha     | Gremio F-B. P. A. | Río Grande del Sur | 2019 |
| Campeonato Gaúcho | Gremio F-B. P. A. | Río Grande del Sur | 2019 |

### Campeonatos Nacionales
| Título                      | Club                  | País      | Año     |
| --------------------------- | --------------------- | --------- | ------- |
| Copa México                 | C. F. Cruz Azul       | México    | A-2018  |
| Trofeo de Campeones         | Racing Club           | Argentina | 2019    |
| Primera División            | C. F. Cruz Azul       | México    | C-2021  |
| Campeón de Campeones        | C. F. Cruz Azul       | México    | 2020-21 |
| Copa de la Liga Profesional | C. A. Rosario Central | Argentina | 2023    |
| Copa AUF Uruguay            | Defensor Sporting     | Uruguay   | 2024    |